# Seto (Sprache)

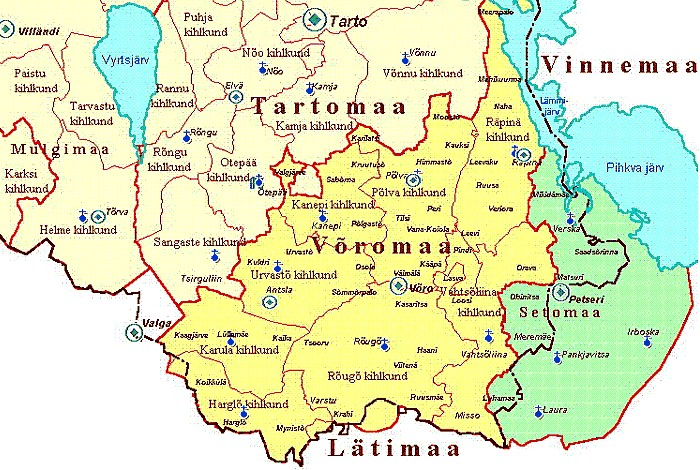
Gebiet der Seto-Sprecher (grün)

Seto oder Setu (seto kiil´) ist eine ostseefinnische Sprachvarietät, die an der südlichen estnisch-russischen Grenze gesprochen wird und oft als ein Dialekt des Estnischen betrachtet wird. Sie wird von rund 5000 Menschen überwiegend in Südostestland und im unmittelbar angrenzenden Teil der Oblast Pskow, im sogenannten Land der Seto (setu Setomaa, estnisch Setumaa) gesprochen. Ein Teil der Sprecher identifiziert sich als Setukesen, einer besonderen sprachlich-kulturellen Gemeinschaft, deren traditionelle Religion das orthodoxe Christentum war.
Die Seto-Sprache wird zur südestnischen Sprache gerechnet und ist Võro sehr ähnlich. Nach einer anderen Betrachtung ist die Sprache der Seto eine estnische bzw. südestnische Mundart oder eine andere Variante von Võro.
Verwandte Dialekte sind auch Tartu und Mulgi.